# 章穎 (宋朝)
章穎（1141年—1218年），字茂献，南宋临江军（今江西省樟树市临江镇）人。
章穎以兼经中乡荐。宋孝宗即位，应诏上书，礼部奏名第一，宋孝宗称其文似陆贽。调任道州教授，召对，授为太学录。历任太学博士、太常博士、左司谏。宋宁宗即位，担任侍御史兼侍讲，权兵部侍郎，因请留赵汝愚，得罪韩侂胄，而被劾罢官。韩侂胄被杀后，章穎为集英殿修撰，官至刑部侍郎兼侍讲，请求修改《甲寅龙飞事迹》，转任礼部尚书，奉诏考订辨诬，从实上报。晚年奉祠家居。去世后，赠光禄大夫，谥文肃。著有《南渡十将传》等。